# Owasa (Iowa)
Owasa – miasto w Stanach Zjednoczonych, w stanie Iowa, w hrabstwie Hardin. Zgodnie ze spisem statystycznym z 2000 roku, miasto liczyło 38 mieszkańców.